# Праско
Праско (итал. Prasco) је насеље у Италији у округу Алесандрија, региону Пијемонт.
Према процени из 2011. у насељу је живело 78 становника. Насеље се налази на надморској висини од 244 м.

## Становништво
| 1931. | 1936. | 1951. | 1961. | 1971. | 1981. | 1991. | 2001. | 2011. |
| ----- | ----- | ----- | ----- | ----- | ----- | ----- | ----- | ----- |
| 893   | 857   | 710   | 577   | 540   | 504   | 493   | 534   | 552   |